# Generalmajor
Generalmajor är en generalsgrad som finns i de flesta länders väpnade styrkor. Bakgrunden från 1600-talet i Frankrike är att en generalmajor var chef för en generalstab och en lägre generalsgrad än en generallöjtnant som var en befälhavande generals ställföreträdare.
I Storbritannien och USA har en generalmajor i fält traditionellt fört befäl över en division, medan i tyskspråkiga länder har det historisk varit den som fört befäl över en brigad. 
Motsvarande grad inom örlogsflottor är konteramiral.

## Sverige
I Sverige är generalmajor en tvåstjärnig general. Den är den tredje högsta officersgraden i den svenska Försvarsmakten, över brigadgeneral och under generallöjtnant. Historiskt var löjtnantsgraden en adjutantsgrad; det är därför som en generallöjtnant är en högre grad än generalmajor.

### Gradbeteckningar

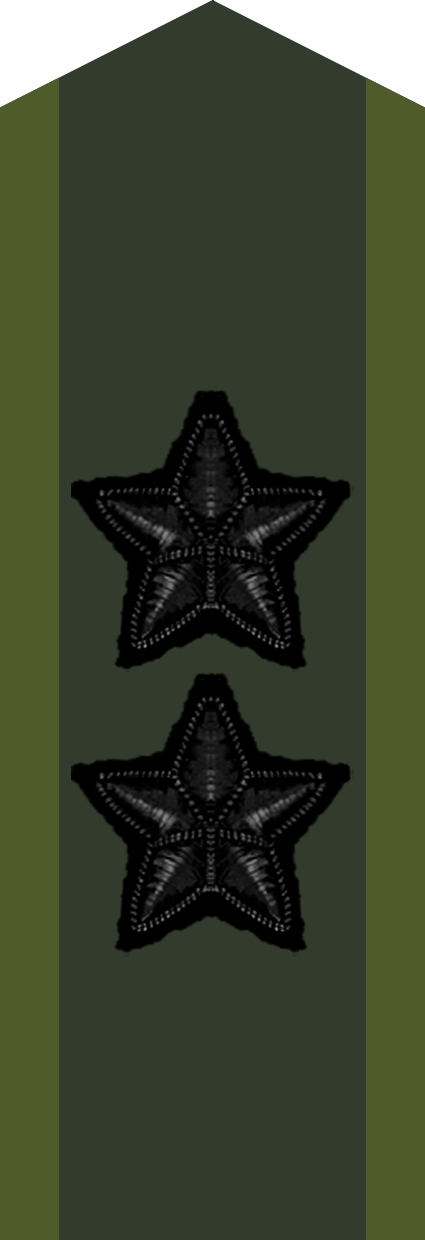
Sverige, fältuniform
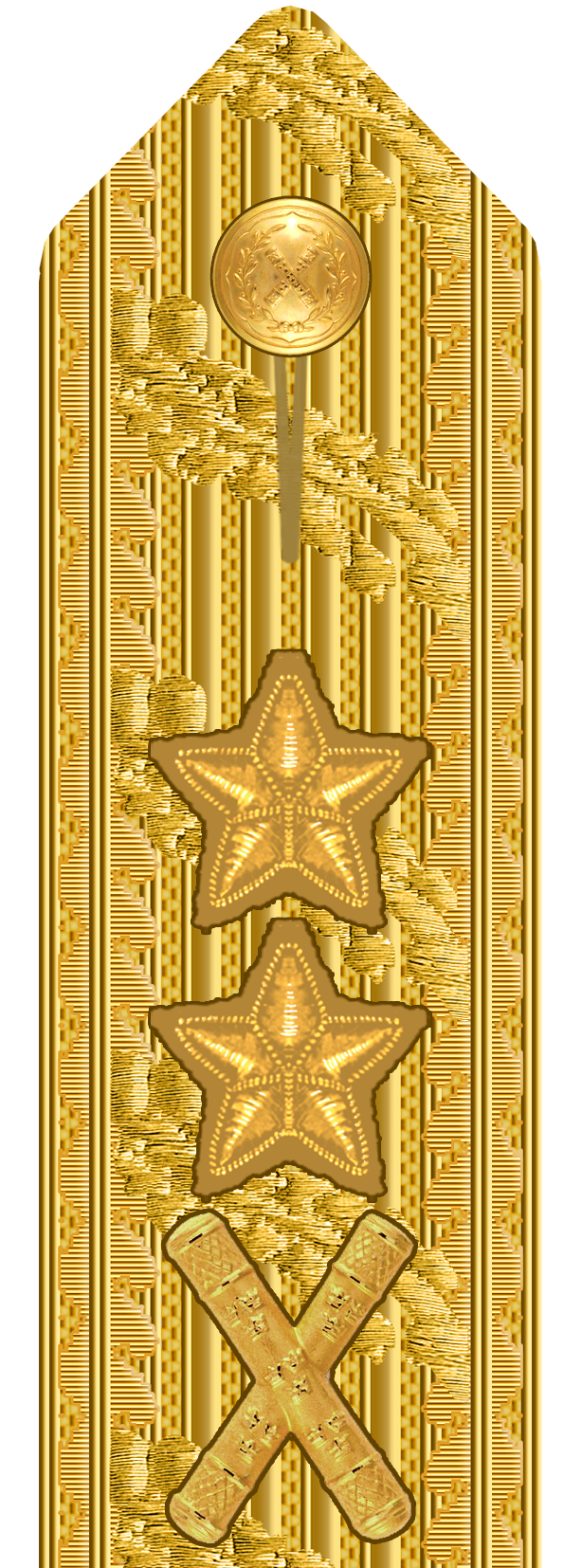
Sverige, armén (uniform m/87)
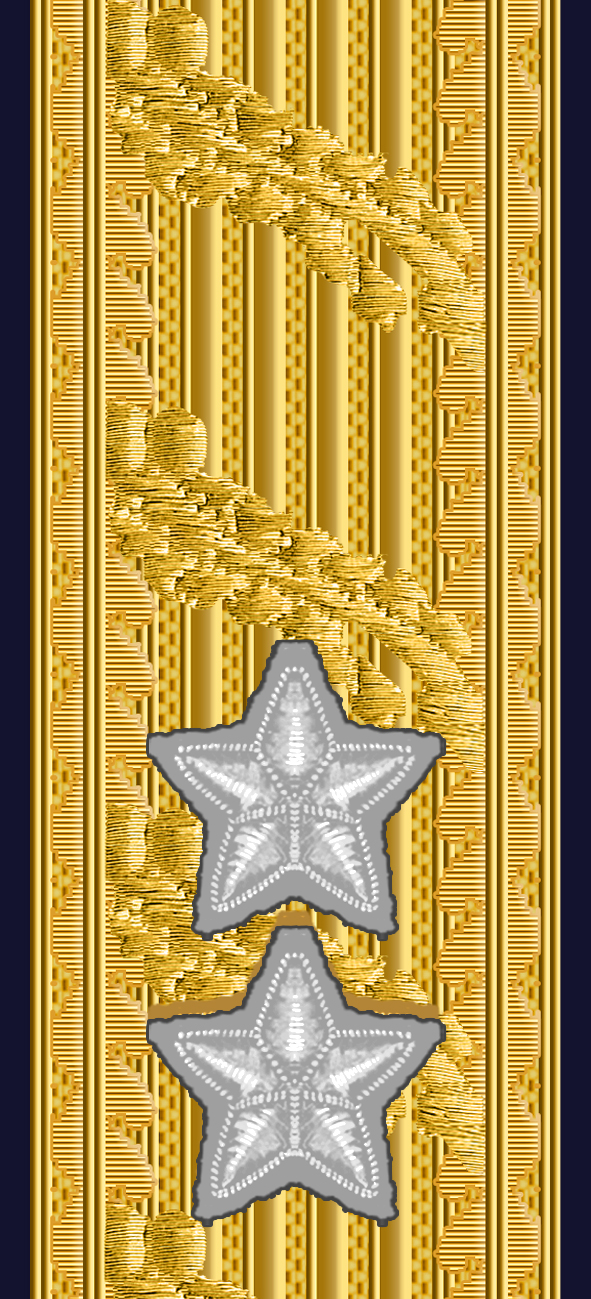
Sverige, amfibie (sjöstridsdräkt)
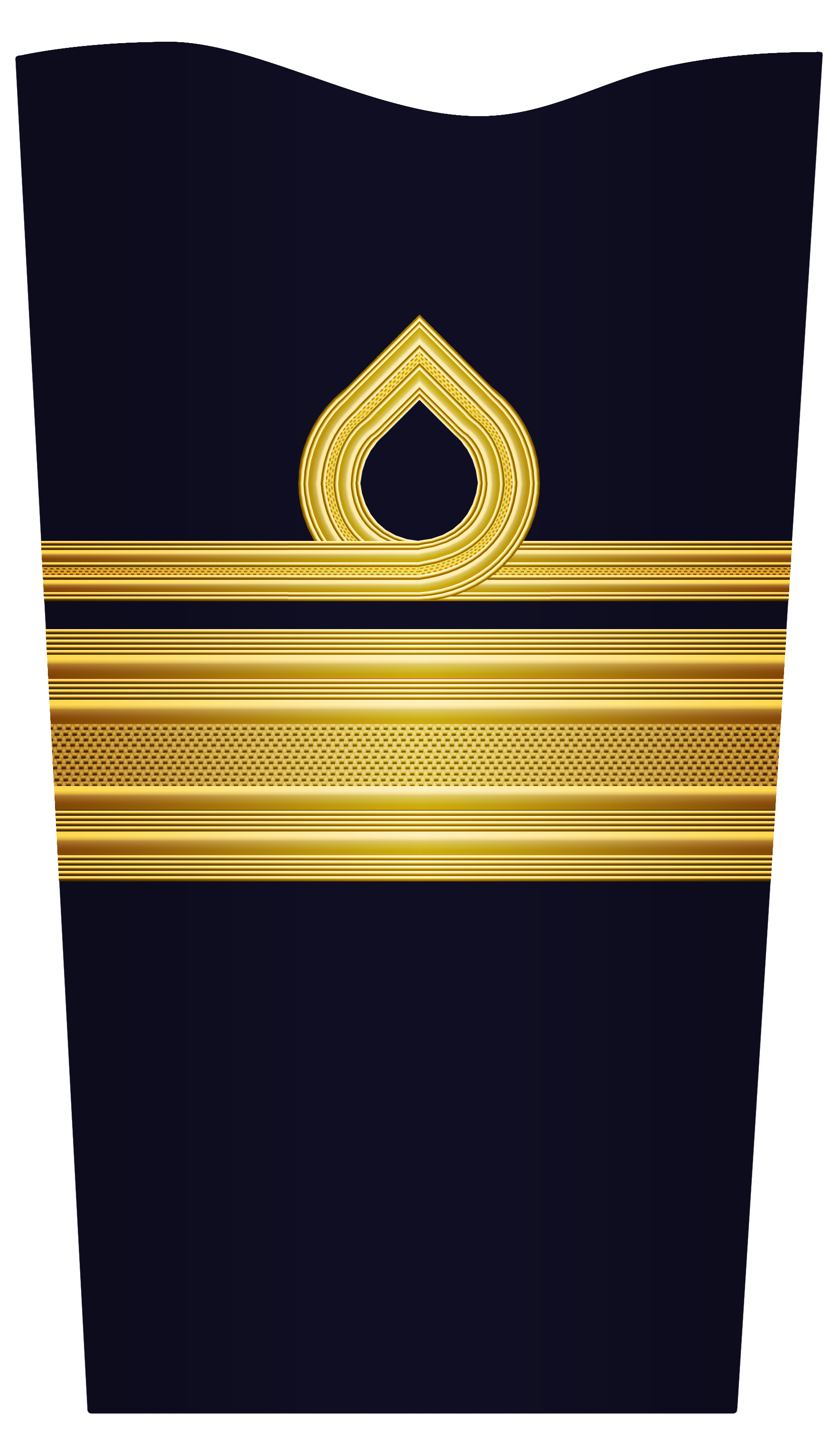
Sverige, amfibiekåren (ärm på innerkavaj m/48)
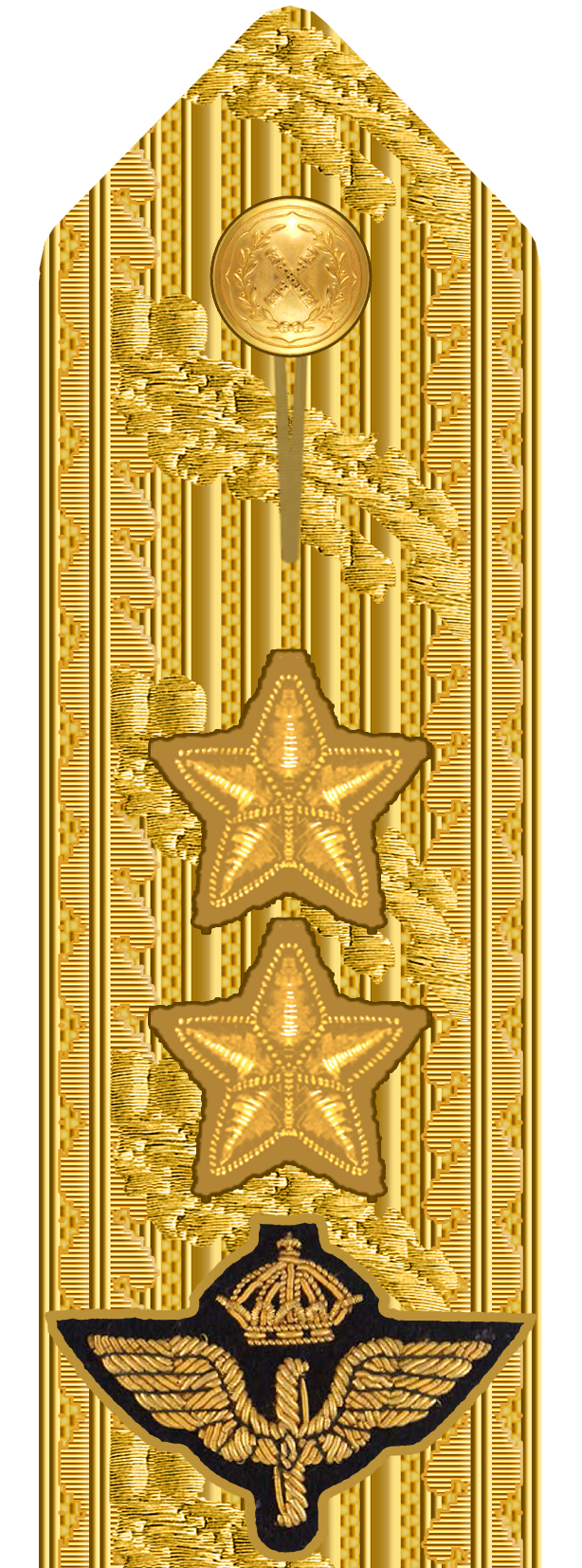
Sverige, flygvapnet (uniform m/87)
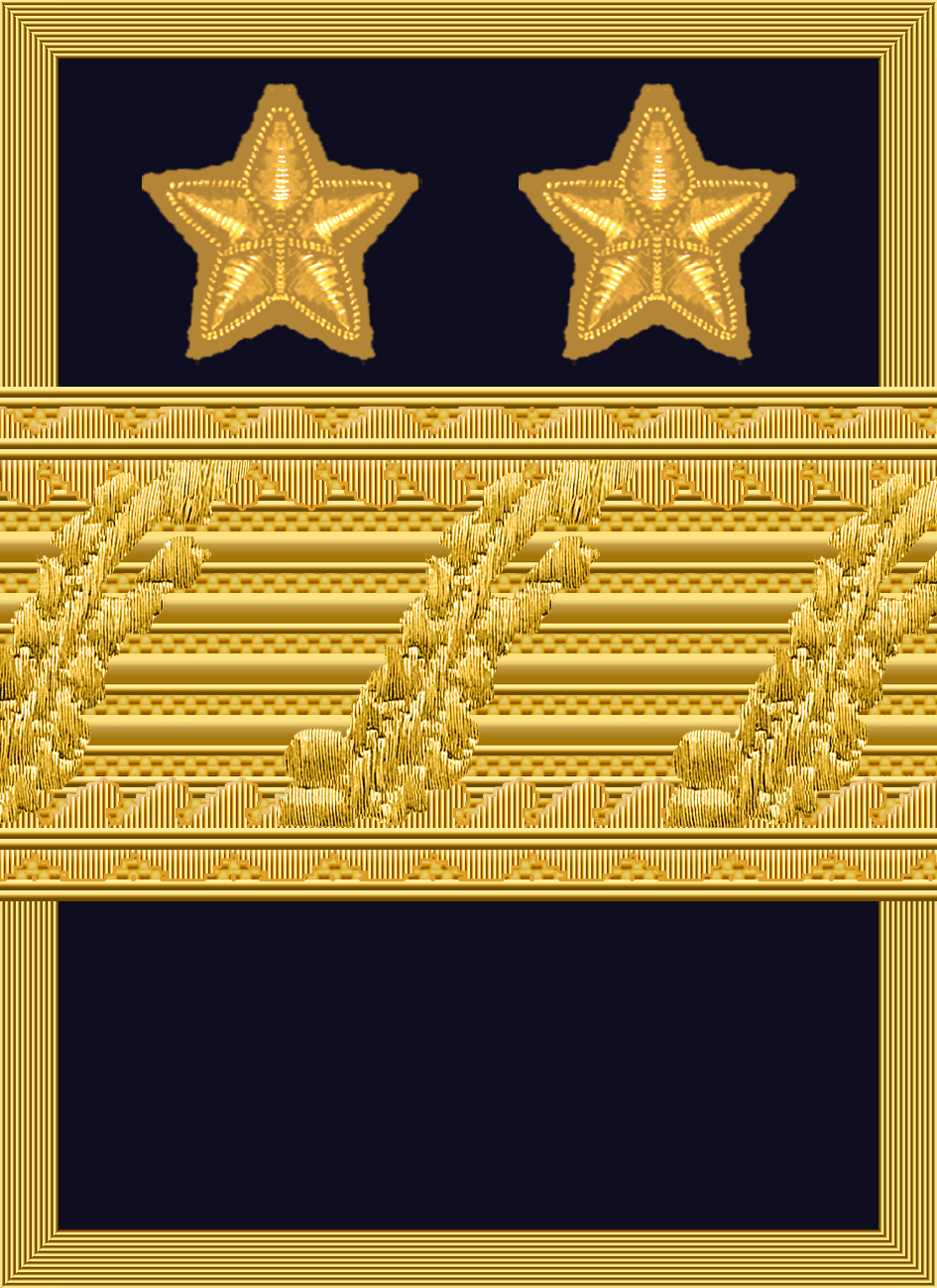
Sverige, flygvapnet (flygstridsdräkt)

## Ryssland
I Ryssland är generalmajor den lägsta generalsgraden; högre än överste, men lägre än generallöjtnant. Förutom vid den Ryska federationens militär används denna tjänstegrad idag även av inrikestrupperna, federala säkerhetstjänsten, gränsbevakningen, underrättelsetjänsten, katastrofministeriet, civilförsvarstrupperna, militära åklagarväsendet, militärdomare, polisväsendet, justitieväsendet, inrikesväsendet och tullväsendet. 

### Tsarryssland
| Rangklass IV   | Kejserliga ryska flottan                 | Kejserliga ryska flottan                 | Kejserliga ryska flottan                     | Kejserliga ryska flottan                     | Kejserliga ryska flottan                 | Kejserliga ryska armén   | Kejserliga ryska armén                            |
| Gradbeteckning |                                          |                                          |                                              |                                              |                                          |                          |                                                   |
| Tjänstegrad    | Generalmajor vid amiralitetet(1904—1917) | Generalmajor vid amiralitetet(1904—1917) | Generalmajor vid marinartilleriet(1904—1917) | Generalmajor vid ingenjörsvapnet (1904—1917) | Generalmajor vid flottans navigationskår | Generalmajor (1904—1917) | Generalmajor (vid Hans Kejserliga Majestäts svit) |

### Sovjetunionen
|  | Röda armén                         | Röda armén                              | Röda armén                                   | Sovjetarmén                        | Sovjetarmén                        | Sovjetarmén                             |
|  | ---------------------------------- | --------------------------------------- | -------------------------------------------- | ---------------------------------- | ---------------------------------- | --------------------------------------- |
|  |                                    |                                         |                                              |                                    |                                    |                                         |
|  | Generalmajor vid armén (1940—1943) | Generalmajor vid flygvapnet (1940—1943) | Generalmajor vid pansartrupperna (1940—1943) | Generalmajor vid armén (1943—1955) | Generalmajor vid armén (1955-1991) | Generalmajor vid flygvapnet (1955–1991) |

### Ryska federationen
|  |                                                                       |                                         |                                                          |                                                                                 |
|  | Generalmajor vid rymdstridskrafterna, luftanfallstyrkorna (1994–2010) | Generalmajor vid flygvapnet (1994–2010) | Generalmajor vid armén, robotstridskrafterna (1994–2010) | Generalmajor vid polisen, inrikestruppernas särskilda motoriserade bataljonerna |

## Tyskland
I Tyska riket och i Tyska Demokratiska Republiken var generalmajor den lägsta generalsgraden; i Förbundsrepubliken är det den näst lägsta.
|                | Heer         | Luftwaffe    | Nationale Volksarmee            | Bundeswehr   | Bundeswehr   |
| Gradbeteckning |              |              |                                 |              |              |
| Tjänstegrad    | Generalmajor | Generalmajor | Generalmajor vid gränstrupperna | Generalmajor | Generalmajor |

## USA

Axelklaff för generalmajor i USA:s armé
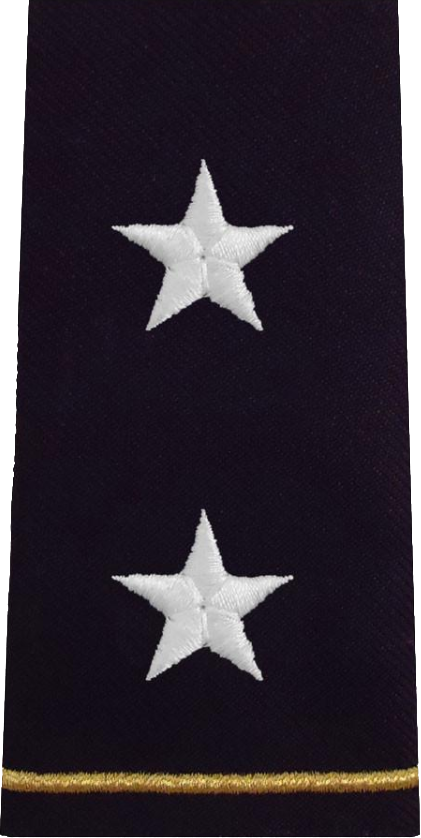
Hylsa för generalmajor i USA:s armé
Gradbeteckning på ärm för generalmajor i USA.s armé i mässdräkt
Hylsa för generalmjor i USA:s flygvapen och USA:s rymdstyrka
Axelklaff för generalmajor i mässdräkt i USA:s flygvapen
Axelklaff för generalmajor i USA:s marinkår
Hylsa för generalmajor i Civil Air Patrol (flygvapnets frivilligorganisation)